# تامار-ر
تامار-رِ (به انگلیسی: Tomar-Re) یک شخصیت خیالی ابرقهرمان در کتاب‌های کامیک آمریکایی منتشر شده توسط دی‌سی کامیکس است که به عنوان یکی از اعضای سازمان بین کهکشانی سپاه فانوس سبز محسوب می‌شود. شخصیت تامار-رِ توسط نویسنده جان بروم و طراح گیل کین خلق شده است که برای اولین بار در شمارهٔ ۶ مجموعه فانوس سبز حضور پیدا کرد. او یک زیداریئن، نژادی بیگانه از سیاره زیدار و فانوس سبز بخش فضایی ۲۸۱۳ است. او همچنین مربی شخصیت هال جردن در طول مدت بحران در زمین‌های بی‌نهایت به شمار می‌رفت.
تامار-رِ در فیلم سینمایی فانوس سبز (۲۰۱۱) به کارگردانی مارتین کمپل حضور دارد که توسط جفری راش صداگذاری شده است.